# Mogadouro
Mogadouro é uma cidade raiana portuguesa localizada na sub-região das Terras de Trás-os-Montes, pertencendo à região do Norte e ao Distrito de Bragança.
É sede do Município de Mogadouro que tem uma área total de 760,65 km2, 8.304 habitantes em 2021 e uma densidade populacional de 11 habitantes por km2, subdividido em 21 freguesias. O município é limitado a noroeste pelo município de Macedo de Cavaleiros, a norte por Vimioso, a nordeste por Miranda do Douro, a sudeste pela região espanhola de Castela e Leão, a sul por Freixo de Espada à Cinta e por Torre de Moncorvo e a oeste por Alfândega da Fé.
Foi elevado a cidade em 13 de março de 2025

## Geografia
O município de Mogadouro caracteriza-se por estar inserido numa região de relevo acidentado com variações entre áreas montanhosas, vales, e ainda pela Meseta Ibérica (designando-se nesta região pelo Planalto Mirandês).
Os pontos mais elevados do sistema montanhoso do município de Mogadouro são:
- Serra da Nossa Senhora da Assunção (Castanheira) - 997 metros
- Serra do Variz (Penas Roias) ou Santiago (Vila de Ala) - 970 metros
- Serra de Vilar do Rei - 922 metros
- Serra de São Cristóvão (Figueira-Mogadouro) - 918 metros
- Serra de Zava (Mogadouro) - 857 metros
- Serra do Gajope (Vale de Porco/Bruçó) - 848 metros

Os principais rios que atravessam o município são o rio Douro a sudeste, o rio Sabor a oeste, o rio Maçãs e o rio Angueira a nordeste.
O Parque Natural do Douro Internacional está inserido no município de Mogadouro, englobando as freguesias de Urrós, Bemposta, Brunhosinho, Peredo da Bemposta, Vila de Ala, Tó, Ventozelo, Vilarinho de Galegos, Vilar de Rei, Vale de Porco, Castelo Branco e Bruçó.

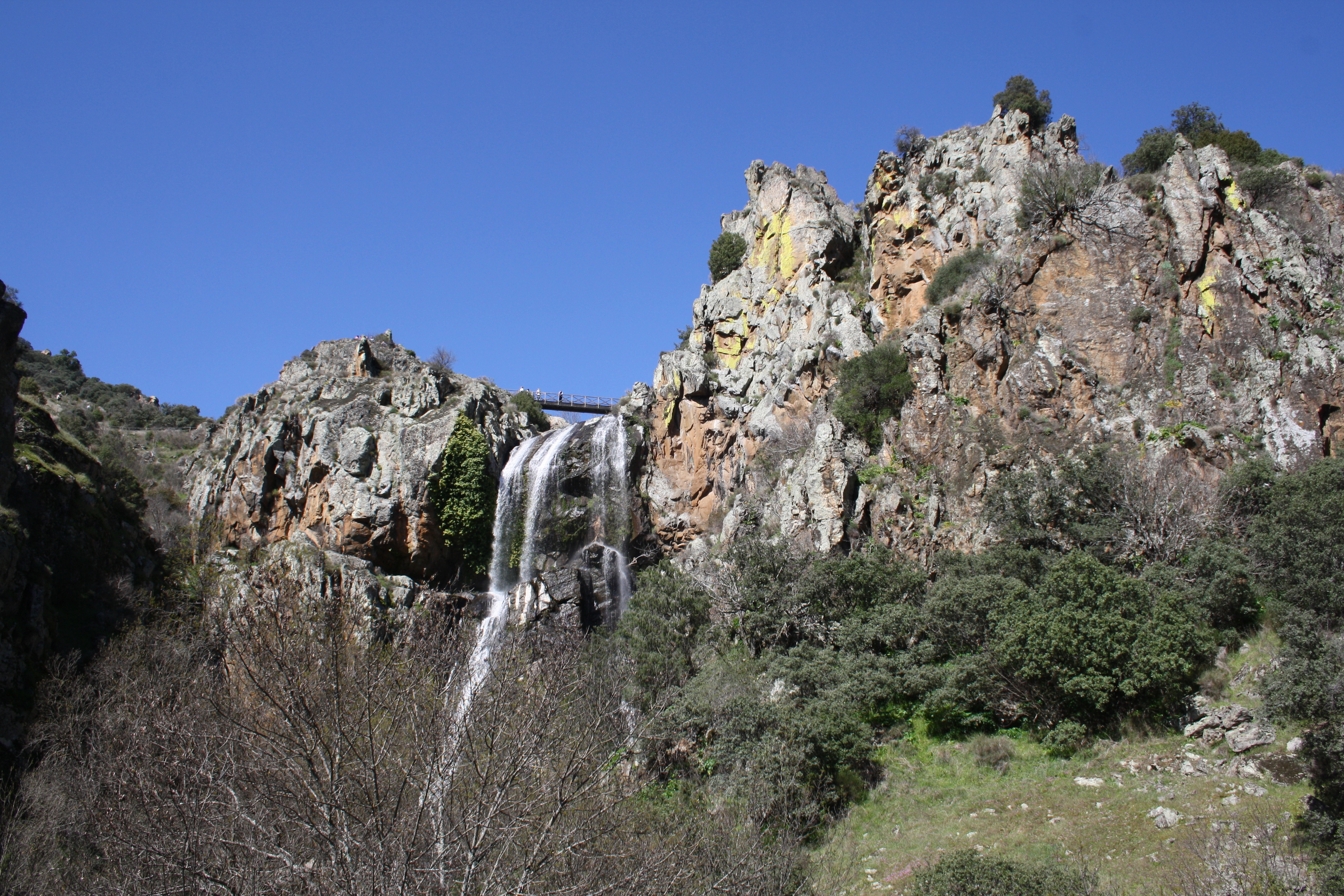
Cascata da Faia D'Água Alta em Lamoso (Bemposta)
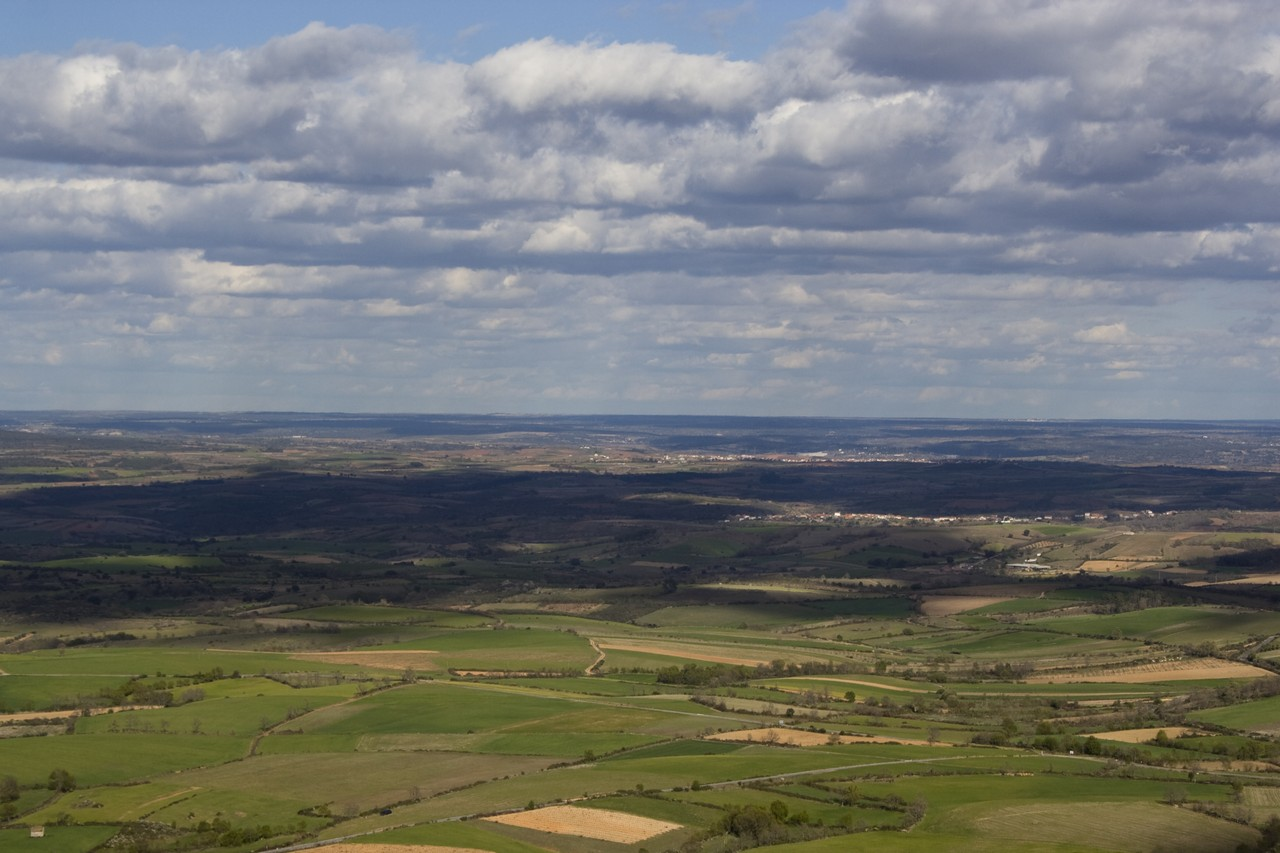
Panorâmica da Serra da Castanheira
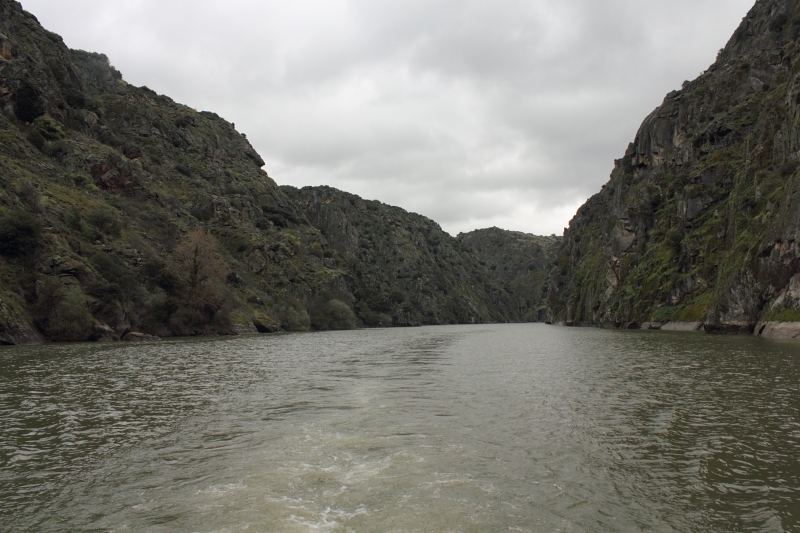
Rio Douro

A Barragem de Bemposta é uma das 5 barragens (Miranda, Picote, Bemposta, Aldeadávilla e Saucelle) que fica no troço internacional do Rio Douro. Tem uma altura de 87 metros e a sua albufeira tem uma capacidade total de 129 000 000 m³. Foi inaugurada em 1964 a primeira Central Hidroelétrica, onde esteve presente Salazar e Franco. Em 2011 foi inaugurada a segunda Central Hidroelétrica.
A Barragem de Bastelos, situada na freguesia de Penas Roias, é uma barragem de aterro, e por isso tem como finalidade reter a água vinda da Ribeira de Bastelos. Tem uma altura de 23.2 metros, e foi inaugurada em 1993.

## História

#### Pré-História
No município existem vários vestígios deixados pelas povoações do:
- Período Mesolítico, com as Pinturas Rupestres das Fragas do Diabo em Vila do Sinos e ainda outras em Sampaio e Penas Roias;
- Período Neolítico, com as Mamoas da Pena Mosqueira em Sanhoane e do Barreiro em Vilar do Rei;
- Idade do Bronze até á Idade do Ferro inúmeras povoações e castros, como o Castro dos Mouros em Vilarinho dos Galegos, o Castro da Vila Velho em Castro Vicente, o Castelo de Oleiros entre outros. Também dos Romanos foi deixada a Ara ao Deus Júpiter Depulsori perto de Saldanha, lápides funerárias romanas, entre outros.

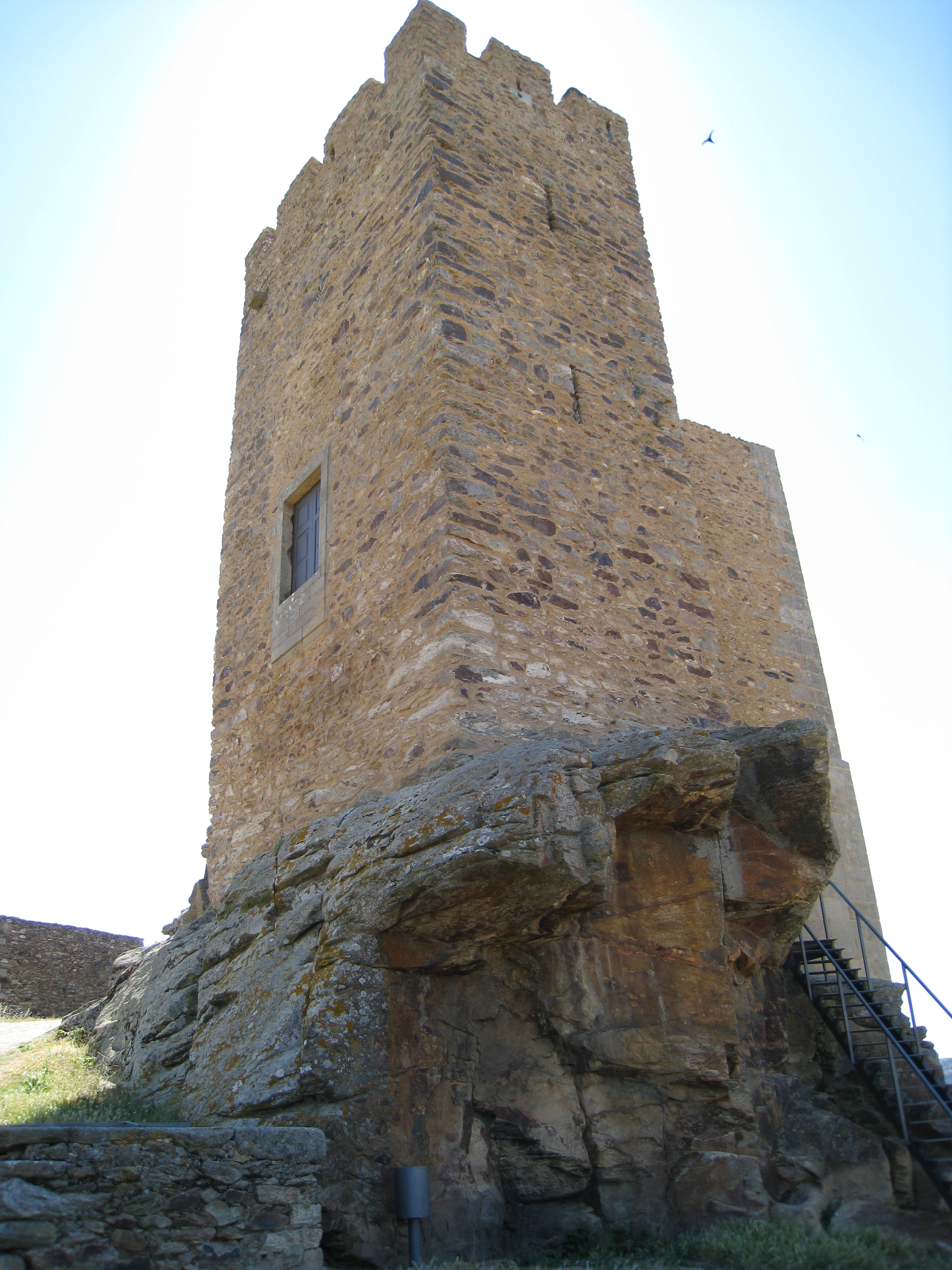
Castelo de Mogadouro

#### Formação do Reino de Portugal
Após a afirmação do Reino de Portugal, no século XII foram reconstruídos o Castelo de Mogadouro e o Castelo de Penas Roias pela Ordem dos Templários, após ambos os castelos terem sido doados por Fernão Mendes de Bragança a esta Ordem em 1145.
Com a extinção da Ordem dos Templários, surge a Ordem de Cristo, e é para esta ordem que o Castelo de Mogadouro e de Penas Róias são transferidos, em 1311 e 1319, respetivamente.
Aos Castelos de Mogadouro e Penas Roias juntaram-se o Castelo de Miranda do Douro, o Castelo de Algoso, Castelo do Outeiro e o Castelo de Vimioso, na defesa da região transmontana das invasões castelhanas.
Apenas 5 aldeias do atual município de Mogadouro receberam a Carta de Foral que foram:
- Penas Roias a 1272 por Afonso III de Portugal e em 1512 por Manuel I de Portugal
- Mogadouro a 1272 por Afonso III de Portugal e em 1512 por Manuel I de Portugal
- Castro Vicente a 1305 por Dinis I de Portugal e mais tarde por Manuel I de Portugal
- Bemposta (Mogadouro) a 1315 por Dinis I de Portugal e a 1512 por Manuel I de Portugal
- Azinhoso a 1386 por João I de Portugal e a 1520 por Manuel I de Portugal

#### Período dos Távoras
Os Távoras tiveram um papel muito importante em Mogadouro, na construção de Igrejas, pontes, estradas,... Estes tinham imensos patrimónios espalhados pelo Concelho, como o Castelo de Mogadouro, Castelo de Penas Róias e a Quinta da Nogueira. Após o Processo dos Távoras, estes foram mortos o seu património ficou ao abandono, e o Castelo foi abandonado ficando, com o passar do tempo em ruínas, como o de Penas Roias.

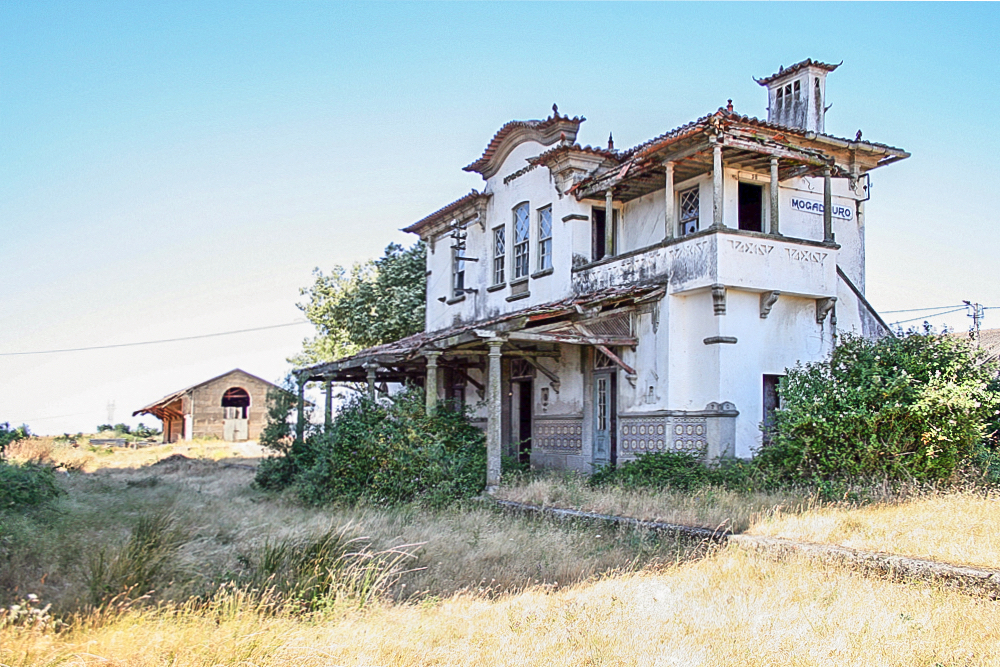
Estação de Mogadouro

#### Século XX
No início do século XX os Paços do Concelho são afetados por um incêndio, que destruiu todos os arquivos e repartições.
A 22 de Maio de 1938, com a abertura do troço Mogadouro-Duas Igrejas (Miranda do Douro), a Linha do Sabor entrou em funcionamento na totalidade, com 6 paragens no município, na Estação Ferroviária de Bruçó, no Apeadeiro de Vilar do Rei, na Estação Ferroviária de Mogadouro, na Estação Ferroviária de Variz, no Apeadeiro de Sanhoane e no Apeadeiro de Urrós. A 1988 a Linha foi totalmente encerrada.

## Evolução da população
| Número de habitantes | Número de habitantes | Número de habitantes | Número de habitantes | Número de habitantes | Número de habitantes | Número de habitantes | Número de habitantes | Número de habitantes | Número de habitantes | Número de habitantes | Número de habitantes | Número de habitantes | Número de habitantes | Número de habitantes | Número de habitantes |
| -------------------- | -------------------- | -------------------- | -------------------- | -------------------- | -------------------- | -------------------- | -------------------- | -------------------- | -------------------- | -------------------- | -------------------- | -------------------- | -------------------- | -------------------- | -------------------- |
| 1864                 | 1878                 | 1890                 | 1900                 | 1911                 | 1920                 | 1930                 | 1940                 | 1950                 | 1960                 | 1970                 | 1981                 | 1991                 | 2001                 | 2011                 | 2021                 |
| 14 588               | 15 808               | 16 364               | 17 558               | 17 130               | 15 765               | 16 739               | 18 729               | 19 561               | 19 571               | 14 532               | 15 340               | 12 188               | 11 235               | 9 542                | 8 301                |

(Obs.: Número de habitantes "residentes", ou seja, que tinham a residência oficial neste município à data em que os censos  se realizaram.)
| Número de habitantes por Grupo Etário | Número de habitantes por Grupo Etário | Número de habitantes por Grupo Etário | Número de habitantes por Grupo Etário | Número de habitantes por Grupo Etário | Número de habitantes por Grupo Etário | Número de habitantes por Grupo Etário | Número de habitantes por Grupo Etário | Número de habitantes por Grupo Etário | Número de habitantes por Grupo Etário | Número de habitantes por Grupo Etário | Número de habitantes por Grupo Etário | Número de habitantes por Grupo Etário | Número de habitantes por Grupo Etário |
| ------------------------------------- | ------------------------------------- | ------------------------------------- | ------------------------------------- | ------------------------------------- | ------------------------------------- | ------------------------------------- | ------------------------------------- | ------------------------------------- | ------------------------------------- | ------------------------------------- | ------------------------------------- | ------------------------------------- | ------------------------------------- |
|                                       | 1900                                  | 1911                                  | 1920                                  | 1930                                  | 1940                                  | 1950                                  | 1960                                  | 1970                                  | 1981                                  | 1991                                  | 2001                                  | 2011                                  | 2021                                  |
| 0-14 Anos                             | 6 171                                 | 6 063                                 | 5 248                                 | 5 441                                 | 6 442                                 | 6 253                                 | 6 252                                 | 4 410                                 | 3 605                                 | 2 228                                 | 1 401                                 | 887                                   | 667                                   |
| 15-24 Anos                            | 3 051                                 | 2 918                                 | 2 711                                 | 2 966                                 | 3 244                                 | 3 620                                 | 3 300                                 | 2 275                                 | 2 803                                 | 1 748                                 | 1 444                                 | 849                                   | 562                                   |
| 25-64 Anos                            | 7 590                                 | 7 079                                 | 6 520                                 | 6 713                                 | 7 641                                 | 8 375                                 | 8 712                                 | 6 485                                 | 6 651                                 | 5 787                                 | 5 476                                 | 4 723                                 | 3 930                                 |
| = ou > 65 Anos                        | 740                                   | 951                                   | 1 137                                 | 1 212                                 | 1 251                                 | 1 208                                 | 1 307                                 | 1 560                                 | 2 281                                 | 2 425                                 | 2 914                                 | 3 083                                 | 3 142                                 |

(Obs: De 1900 a 1950 os dados referem-se à população "de facto", ou seja, que estava presente no município à data em que os censos se realizaram. Daí que se registem algumas diferenças relativamente à designada população residente)
Através dos registos de habitantes consegue-se observar um êxodo rural das aldeias do município para a vila de Mogadouro, sendo que de 1970 a 2001 todas as freguesias perderam habitantes ao contrário de Mogadouro, que teve um aumento de 1858 habitantes.
O despovoamento é bastante visível em todas as freguesias, sendo que entre 1900 e 1950 existiam aldeias com mais de mil habitantes, que hoje tem menos de 500, um desses casos é Vilarinho dos Galegos, com 1022 habitantes em 1900 e 190 em 2011.
Em todo o município, apenas Vale da Madre conseguiu registar um aumento, de 2 habitantes, entre 2001 e 2011.
O concelho recebeu foral do rei D. Afonso III de Portugal a 27 de dezembro de 1272.

## Subdivisão do município

### Freguesias

Freguesias do município de Mogadouro.

O Município de Mogadouro está dividido em 21 freguesias:
- Azinhoso
- Bemposta
- Bruçó
- Brunhoso
- Brunhozinho, Castanheira e Sanhoane
- Castelo Branco
- Castro Vicente
- Meirinhos
- Mogadouro, Valverde, Vale de Porco e Vilar de Rei
- Paradela
- Penas Roias
- Peredo da Bemposta
- Remondes e Soutelo
- Saldanha
- São Martinho do Peso
- Tó
- Travanca
- Urrós
- Vale da Madre
- Vila de Ala
- Vilarinho dos Galegos e Ventozelo

Antigas freguesias, extintas em 2013:
- Brunhozinho
- Castanheira
- Mogadouro
- Remondes
- Sanhoane
- Soutelo
- Valverde
- Vale de Porco
- Ventozelo
- Vilar de Rei
- Vilarinho dos Galegos

### Outras aldeias nas várias freguesias
- Algosinho (Peredo da Bemposta)
- Cardal do Douro (Bemposta)
- Estevais (Castelo Branco)
- Figueira (Mogadouro)
- Figueirinha (Travanca)
- Granja (Saldanha)
- Gregos (Saldanha)
- Lamoso (Bemposta)
- Linhares (Soutelo)
- Macedo do Peso (São Martinho do Peso)
- Mogadouro Gare (Vila de Ala)
- Paçó (Vila de Ala)
- Peso (São Martinho do Peso)
- Porrais (Castro Vicente)
- Quintas das Quebradas (Castelo Branco)
- Salgueiro (Paradela)
- Sampaio (Azinhoso)
- Santiago (Vila de Ala)
- São Pedro (Meirinhos)
- Souto (Valverde)
- Urrós Gare (Urrós)
- Valcerto (São Martinho do Peso)
- Variz (Penas Róias)
- Viduedo (Azinhoso)
- Vila dos Sinos (Vilarinho dos Galegos)
- Vilar Seco (Castro Vicente)
- Vilariça (Penas Róias)
- Zava (Mogadouro)

## Política

### Eleições autárquicas[10]
| Data | %       | V       | %       | V       | %     | V     | %              | V            | %              | V       | Participação   |                |
| Data | PPD/PSD | PPD/PSD | CDS-PP  | CDS-PP  | PS    | PS    | FEPU/APU/CDU   | FEPU/APU/CDU | PSD-CDS        | PSD-CDS | Participação   |                |
| ---- | ------- | ------- | ------- | ------- | ----- | ----- | -------------- | ------------ | -------------- | ------- | -------------- | -------------- |
| Data | 1976    | 57,25   | 3       | 17,56   | 1     | 16,96 | 1              | 4,29         | -              |         |                | 56,62 / 100,00 |
| 1979 | 60,19   | 5       | 16,81   | 1       | 12,53 | 1     | 4,01           | -            | 52,87 / 100,00 |         |                |                |
| 1982 | 49,19   | 4       | 17,09   | 1       | 24,31 | 2     | 4,85           | -            | 60,89 / 100,00 |         |                |                |
| 1985 | 39,22   | 3       | 23,12   | 2       | 30,40 | 2     | 2,66           | -            | 55,76 / 100,00 |         |                |                |
| 1989 | 41,74   | 3       | 12,94   | 1       | 40,13 | 3     | 1,49           | -            | 64,96 / 100,00 |         |                |                |
| 1993 | 43,60   | 3       | 3,15    | -       | 49,01 | 4     | 0,78           | -            | 71,16 / 100,00 |         |                |                |
| 1997 | 45,16   | 3       |         |         | 49,97 | 4     | 1,43           | -            | 69,67 / 100,00 |         |                |                |
| 2001 | 50,14   | 4       | 44,35   | 3       | 1,65  | -     | 69,48 / 100,00 |              |                |         |                |                |
| 2005 | 51,59   | 4       | 43,07   | 3       | 1,49  | -     | 70,62 / 100,00 |              |                |         |                |                |
| 2009 | 54,25   | 4       | 15,74   | 1       | 24,54 | 2     | 1,14           | -            | 64,68 / 100,00 |         |                |                |
| 2013 | 46,32   | 3       | 1,99    | -       | 46,46 | 4     | 0,75           | -            | 66,16 / 100,00 |         |                |                |
| 2017 | CDS-PP  | CDS-PP  | PPD/PSD | PPD/PSD | 51,10 | 4     | 0,97           | -            | 43,03          | 3       | 66,41 / 100,00 |                |
| 2021 | 48,74   | 3       | 0,68    | -       | 46,35 | 2     | 0,51           | -            |                |         | 68,10 / 100,00 |                |

### Eleições legislativas
| Data | %     | %     | %     | %    | %     | %     | %        | %     | %    | %     | %    | %       | %   | % | %  | %  |
| Data | PSD   | CDS   | PS    | PCP  | UDP   | AD    | APU/ CDU | FRS   | PRD  | PSN   | BE   | PSD CDS | PAN | L | CH | IL |
| ---- | ----- | ----- | ----- | ---- | ----- | ----- | -------- | ----- | ---- | ----- | ---- | ------- | --- | - | -- | -- |
| 1976 | 47,44 | 22,99 | 17,50 | 1,55 | 0,63  |       |          |       |      |       |      |         |     |   |    |    |
| 1979 | AD    | AD    | 17,48 | APU  | 1,36  | 69,30 | 3,57     |       |      |       |      |         |     |   |    |    |
| 1980 | AD    | AD    | FRS   | APU  | 0,79  | 71,61 | 2,81     | 17,54 |      |       |      |         |     |   |    |    |
| 1983 | 48,75 | 15,24 | 25,68 | APU  | 0,33  |       | 2,70     |       |      |       |      |         |     |   |    |    |
| 1985 | 48,06 | 16,17 | 20,36 | APU  | 0,61  | 3,31  | 3,78     |       |      |       |      |         |     |   |    |    |
| 1987 | 68,21 | 6,47  | 14,96 | CDU  | 0,52  | 1,80  | 0,55     |       |      |       |      |         |     |   |    |    |
| 1991 | 62,93 | 8,16  | 22,66 | CDU  |       | 0,98  | 0,40     | 1,30  |      |       |      |         |     |   |    |    |
| 1995 | 50,30 | 8,32  | 37,29 | CDU  | 0,36  | 0,67  |          |       |      |       |      |         |     |   |    |    |
| 1999 | 54,49 | 6,81  | 34,02 | CDU  |       | 1,16  | 0,25     | 0,66  |      |       |      |         |     |   |    |    |
| 2002 | 61,71 | 8,43  | 25,54 | CDU  | 0,86  |       | 0,53     |       |      |       |      |         |     |   |    |    |
| 2005 | 48,39 | 6,79  | 37,73 | CDU  | 1,02  | 1,43  |          |       |      |       |      |         |     |   |    |    |
| 2009 | 43,01 | 16,85 | 29,38 | CDU  | 0,98  | 4,46  |          |       |      |       |      |         |     |   |    |    |
| 2011 | 54,90 | 12,34 | 23,90 | CDU  | 1,46  | 1,44  |          |       |      |       |      |         |     |   |    |    |
| 2015 | CDS   | PSD   | 33,48 | CDU  | 1,58  | 4,11  | 52,65    | 0,55  | 0,47 |       |      |         |     |   |    |    |
| 2019 | 44,83 | 4,76  | 35,50 | CDU  | 0,86  | 4,65  |          | 0,88  | 0,48 | 0,63  | 0,33 |         |     |   |    |    |
| 2022 | 48,95 | 2,18  | 32,79 | CDU  | 0,52  | 1,68  | 0,64     | 0,36  | 9,18 | 0,82  |      |         |     |   |    |    |
| 2024 | AD    | AD    | 24,33 | CDU  | 44,52 | 0,64  | 1,26     | 0,66  | 0,72 | 21,70 | 0,85 |         |     |   |    |    |

## Património

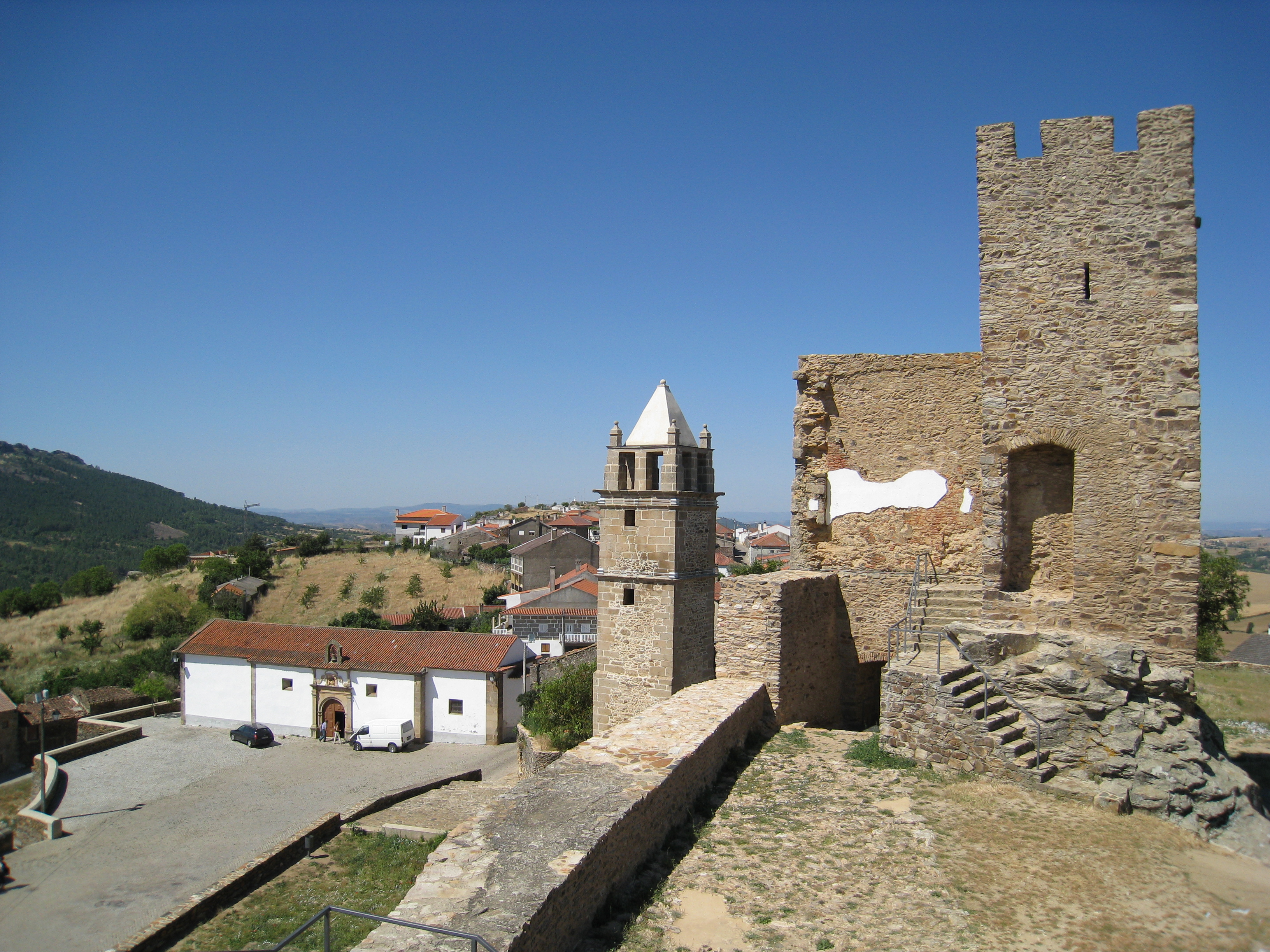
Castelo de Mogadouro na frente, por trás a Torre do Relógio e em baixo a Igreja da Misericórdia

#### Pelourinhos

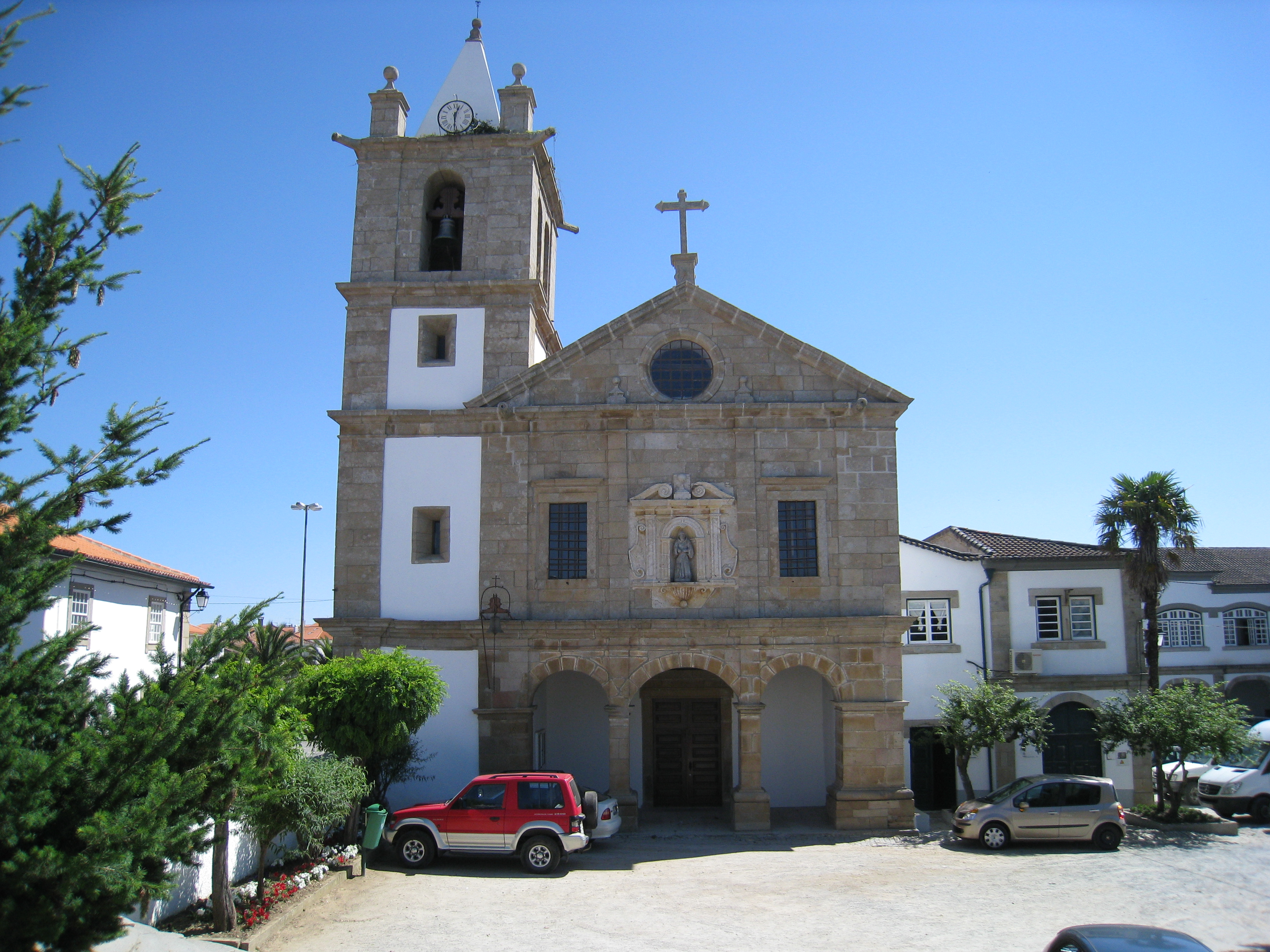
Igreja do Convento de São Francisco

- Pelourinho de Azinhoso
- Pelourinho de Bemposta
- Pelourinho de Castro Vicente
- Pelourinho de Mogadouro
- Pelourinho de Penas Roias

#### Castelos e fortificações medievais
- Castelo de Mogadouro
- Castelo de Penas Roias
- Muralha Dionisina de Bemposta

#### Igrejas
- Igreja Românica do Azinhoso
- Igreja de Algosinho, Algosinho (Peredo da Bemposta)
- Igreja e Convento de São Francisco de Mogadouro
- Igreja de Vila dos Sinos, Vila dos Sinos (Vilarinho dos Galegos)

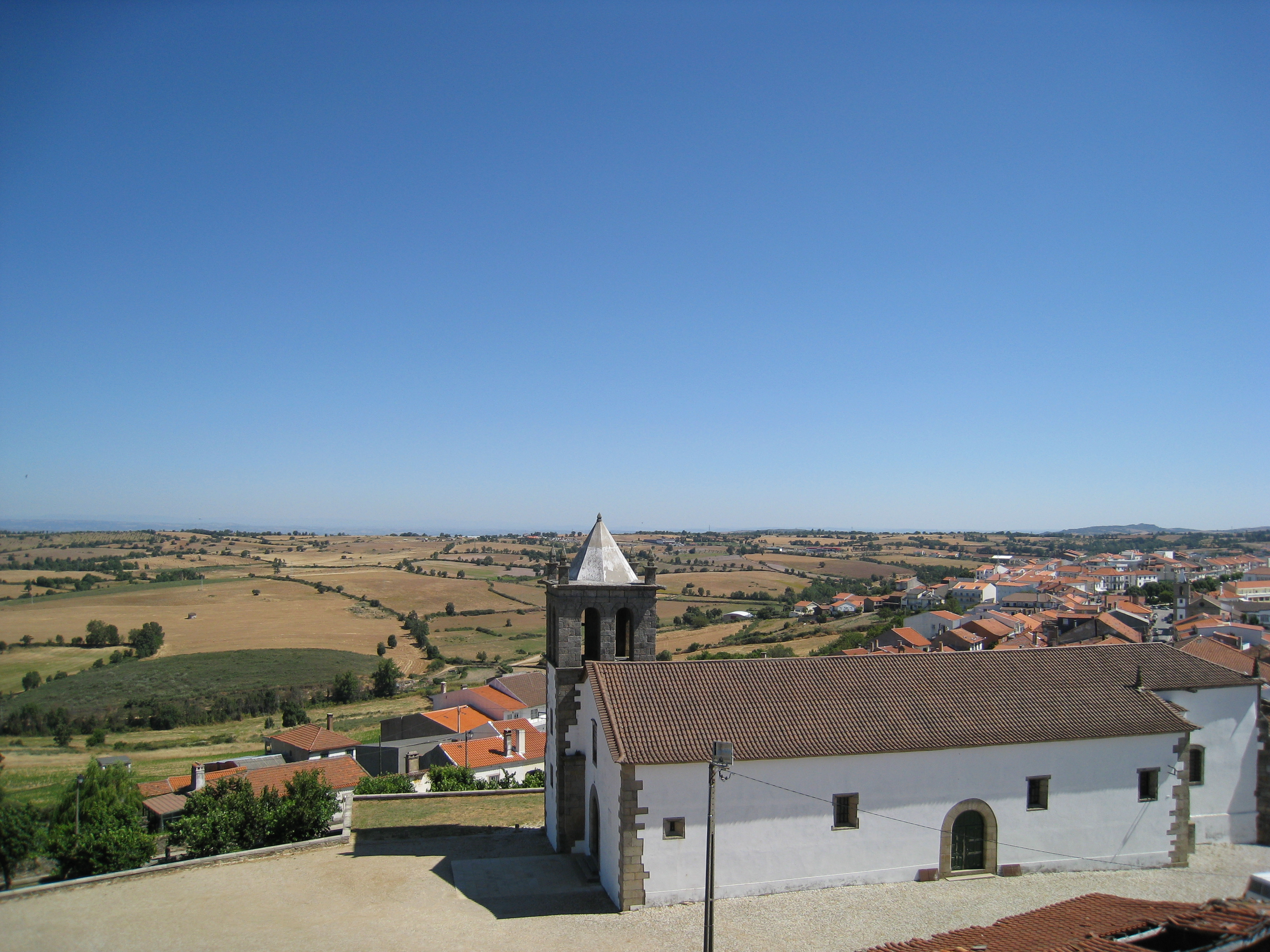
Igreja Matriz

#### Solares
- Solar dos Pimentéis ou Palácio dos Pimentéis, Castelo Branco
- Solar dos Marcos, Bemposta
- Casa Grande, Tó
- Solar dos Morais, São Martinho do Peso
- Solar dos Pegados, Mogadouro

#### Castros e povoados fortificados
- Castro da Vila Velha, Castro Vicente
- Castelo dos Mouros ou Castro de Vilarinho dos Galegos
- Castelo de Oleiros, Bemposta
- Castelo dos Mouros ou Castelo Velho de Bruçó

#### Pontes
- Ponte de Remondes [Submersa pelo Rio Sabor]
- Ponte Medieval de Algoso/Valcerto (São Martinho do Peso)
- Ponte Medieval Penas Róias/Azinhoso
- Ponte Gamona (São Martinho do Peso)
- Ponte Medieval Penas Róias/Macedo do Peso (São Martinho do Peso)

#### Arte rupestre
- Estação arqueológica das Fragas do Diabo, Fragas do Corgo ou Veiga dos Moinhos, Vila dos Sinos (Vilarinho dos Galegos)
- Figuras Rupestres do Castelo de Penas Róias

#### Monóptero
- Monóptero de São Gonçalo, Penas Róias

## Infraestruturas

### Culturais
- Sala Museu de Arqueologia
- Biblioteca Municipal Trindade Coelho
- Casa da Cultura de Mogadouro
- Casa das Associações
- Arquivo Municipal
- Casa das Artes e Ofícios de Mogadouro
- Museu de Arte Sacra, Azinhoso
- Museu Rural, Urrós

### Desporto
- Piscinas Municipais de Mogadouro
- Piscinas Cobertas de Mogadouro
- Estádio Municipal de Mogadouro
- Pavilhão Gimnodesportivo de Mogadouro

### Justiça
- Tribunal Judicial de Mogadouro

### Barragens
- Barragem de Bemposta
- Barragem de Bastelos, Penas Róias

### Parques eólicas
- Aerogeradores da Castanheira

## Equipamentos

### Segurança

#### Quartéis de Bombeiros
- Bombeiros Voluntários de Mogadouro

#### Postos territoriais da GNR
- Posto Territorial de Mogadouro

### Saúde

#### Centros de Saúde
- Centro de Saúde de Mogadouro

#### Urgência
- Serviço de Urgência Básica de Mogadouro

## Ensino

### Ensino pré-escolar
- Jardim de Infância de Mogadouro
- Jardim de Infância de Bemposta
- Jardim de Infância da Santa Casa da Misericórdia de Mogadouro

### Ensino primário
- Escola Primária de Mogadouro
- Escola Primária de Bemposta

### Ensino de 2º, 3º ciclo e secundário
- Escola Básica e Secundária de Mogadouro

## Serviços

### Correios
- Posto de Correios, Mogadouro
- Posto de Correios, Bemposta
- Posto de Correios, Meirinhos

### Farmácias
- Farmácia Central, Mogadouro
- Farmácia Magalhães, Mogadouro
- Farmácia Nova, Mogadouro

## Segurança

### GNR
- Posto Territorial de Mogadouro

### Bombeiros
- Quartel de Bombeiros, Mogadouro

## Geminações
- Ploumagoar, França
- Groslay, França

## Acessos

### Rodoviário
- IC5
  - Duas Igrejas (Miranda do Douro) - Mogadouro - Alfândega da Fé - Vila Flor - Carrazeda de Ansiães - Pópulo (Alijó)
- EN221
  - Miranda do Douro - Mogadouro - Freixo de Espada á Cinta - Figueira Castelo Rodrigo - Pinhel - Guarda
- EN216
  - Vale Pradinhos (Macedo de Cavaleiros) - Macedo de Cavaleiros - Mogadouro
- EN219
  - Mogadouro - Vimioso
- EN315
  - Rebordelo (Vinhais) - Mirandela - Alfândega da Fé - Castelo Branco (Mogadouro)
- EN217
  - EN216 (freguesia de Castro Vicente) - Bragança
- EN221-7
  - EN221 (freguesia de Urrós) - Barragem de Bemposta - Espanha

### Aéreo
- Aeródromo Municipal de Mogadouro, Azinhoso

### Ferroviário
- Linha do Sabor (extinta)

## Figuras Ilustres Mogadourenses
- José Francisco Trindade Coelho (Mogadouro, Mogadouro, 18 de junho de 1861 — Lisboa, 9 de Junho de 1908), foi escritor, magistrado e político
- D. Manuel Martins Manso (Bemposta, Mogadouro, 21 de Novembro de 1793 - Guarda, 1 de Dezembro de 1871), Bispo do Funchal e Bispo da Diocese da Guarda
- D. Luis de Carvajal y de la Cueva, (Mogadouro, Trás-os-Montes, Portugal, 1539 - Ciudad de México, 13 de fevereiro de 1591), foi o primeiro governador e capitão-general do Novo Reino de Leão, México
- António Pinto Pereira, Secretário de D. António, prior do Crato. Autor da obra “História da Índia”, dirigida a D. Sebastião.
- João António Ferreira de Moura (Mogadouro, 13 de Julho de 1779 — 17 de Julho de 1840), 1.º barão de Mogadouro, foi juiz de fora em Alijó, Trancoso e Bragança, corregedor em Vila Real, conselheiro de Estado, deputado às Cortes Gerais e Extraordinárias da Nação Portuguesa, presidente da Província Oriental dos Açores e administrador-geral (o equivalente a governador civil) dos distritos de Ponta Delgada, de Castelo Branco, da Guarda e do Porto
- Baltazar de Moraes de Antas, Juiz Ordinário de São Paulo.
- Margarida Cordeiro (Mogadouro, Mogadouro, 5 de Julho de 1938), realizadora de cinema e médica psiquiatra